# Florentina González Ciprés
Florentina González Ciprés (Barcelona, 28 de desembre de 1904 - Mèxic, després de 1978) fou una psicòloga defensora de l'educació inclusiva, i republicana exiliada.

## Biografia
Va nàixer el 28 de desembre de 1904 a Barcelona, on va estudiar magisteri a l'Escola Normal de Mestres. Més tard cursà la carrera de Medicina a la Universitat Central de Madrid (Guerra, 2003). Per bé que no està documentada la trajectòria professional durant el període republicà, se suposa que la seua participació i militància política l'obligaren a eixir del país i a exiliar-se a Mèxic el 1945.
Com a mestra refugiada va haver de convalidar el títol per poder treballar amb xiquets i xiquetes amb discapacitat, fet que li permeté exercir com a professora de l'Escola Normal d'Especialització «Parque Lira» de la ciutat de Mèxic (Martínez de la Vega, 1982; García Colmenares, 2009, en premsa).
A la Universitat Nacional Autònoma de Mèxic realitzà els estudis de Psicologia i obtingué el títol de doctora en Psicologia Clínica (1950). Més tard s'especialitzà en l'Escola Perkins de Cecs de la Universitat Harvard. De tornada a Mèxic, la Secretaria d'Educació Pública de Mèxic (SEP) la nomenà ponent especialitzada en Educació de Deficients Mentals, Inadaptats i Infractors de l'Escola Normal d'Especialització (1959).
Pels seus mèrits i a petició del president nicaragüenc René Schick (1963-1966), participà durant cinc anys com a directora d'un intercanvi entre el govern mexicà i el nicaragüenc, per a dirigir la formació de mestres d'educació especial d'aquell país. Quan tornà a Mèxic, contragué matrimoni amb el metge Ramón Romero, i fou nomenada directora de l'Escola d'Educació Especial per a adolescents barons i tallers protegits, annexos a l'Escola esmentada.
El 1978 fundà la Confederació Mexicana d'Organitzacions a favor de les persones amb discapacitat intel·lectual, CONFE, una institució d'assistència privada regida per un patronat que pretén afavorir el desenvolupament integral de persones amb discapacitat intel·lectual mitjançant l'enfortiment econòmic i tècnic de programes, per a la seua inclusió educativa, laboral i social. L'Informe Warnock, del 1970, havia plantejat la necessitat d'integració de les persones amb discapacitat a tots els nivells. Amb això es mostra el paper pioner que desenvolupà Florentina González Ciprés en la difusió dels nous conceptes relacionats amb les necessitats educatives especials i amb l'atenció a la diversitat. Com a membre de la Societat Interamericana de Psicologia, tingué l'oportunitat de debatre aquests temes en congressos nacionals i internacionals.
El 1980, el govern nicaragüenc la premià per la dedicació en la formació del professorat especialitzat en criatures amb necessitats educatives especials.
Malgrat el desconeixement de la seua obra, les aportacions d'aquesta autora a l'educació especial en Amèrica Llatina han propiciat que la Confederació Mexicana d'Organitzacions a Favor de les Persones amb Discapacitat Intel·lectual (CONFE) creés creat el premi anual «Florentina González Ciprés», en reconeixement del treball i a la trajectòria en el camp de l'Educació Especial. També l'Ateneu Espanyol de Mèxic recordà el seu llegat (Márquez y Díez Canedo, 2006).